# Five Nations 1969
Die Ausgabe 1969 des jährlich ausgetragenen Rugby-Union-Turniers Five Nations (seit 2000 Six Nations) fand zwischen dem 11. Januar und dem 12. April statt. Turniersieger wurde Wales, das mit Siegen gegen alle britischen Mannschaften die Triple Crown schaffte.

## Teilnehmer
| Land       | Stadion                        | Stadt     | Trainer          | Kapitän                                             |
| ---------- | ------------------------------ | --------- | ---------------- | --------------------------------------------------- |
| England    | Twickenham Stadium             | London    | keiner           | Dick Greenwood                                      |
| Frankreich | Stade Olympique Yves-du-Manoir | Colombes  | Fernand Cazenave | Christian Carrère / Marcel Puget / Walter Spanghero |
| Irland     | Lansdowne Road                 | Dublin    | Ronnie Dawson    | Tom Kiernan                                         |
| Schottland | Murrayfield Stadium            | Edinburgh | keiner           | Jim Telfer                                          |
| Wales      | Cardiff Arms Park              | Cardiff   | Clive Rowlands   | Brian Price / Gareth Edwards                        |

## Tabelle
|    | Land       | Spiele | Siege | Unent. | Ndlg. | Spiel- punkte | Diff. | Tabellen- punkte |
| -- | ---------- | ------ | ----- | ------ | ----- | ------------- | ----- | ---------------- |
| 1. | Wales      | 4      | 3     | 1      | 0     | 79:31         | + 48  | 7                |
| 2. | Irland     | 4      | 3     | 0      | 1     | 61:48         | + 13  | 6                |
| 3. | England    | 4      | 2     | 0      | 2     | 54:58         | − 4   | 4                |
| 4. | Schottland | 4      | 1     | 0      | 3     | 12:44         | – 32  | 2                |
| 5. | Frankreich | 4      | 0     | 1      | 3     | 28:53         | − 25  | 1                |

## Ergebnisse
| 11. Januar 1969 | Frankreich              | 3 : 6         | Schottland                            | Stade Olympique Yves-du-Manoir, Colombes Zuschauer: 28.576 Schiedsrichter: George Lamb (England) |
| 11. Januar 1969 | Straftritte: Villepreux | (0:3) Bericht | Versuche: Telfer Straftritte: Blaikie | Stade Olympique Yves-du-Manoir, Colombes Zuschauer: 28.576 Schiedsrichter: George Lamb (England) |

| 25. Januar 1969 | Irland                                                                           | 17 : 9         | Frankreich                                   | Lansdowne Road, Dublin Zuschauer: 50.000 Schiedsrichter: George Lamb (England) |
| 25. Januar 1969 | Versuche: Moroney Erhöhungen: Moroney Straftritte: Moroney (3) Dropgoals: McGann | (11:6) Bericht | Versuche: Trillo Straftritte: Villepreux (2) | Lansdowne Road, Dublin Zuschauer: 50.000 Schiedsrichter: George Lamb (England) |

| 1. Februar 1969 | Schottland           | 3 : 17        | Wales                                                                        | Murrayfield Stadium, Edinburgh Schiedsrichter: Kevin Kelleher (Irland) |
| 1. Februar 1969 | Straftritte: Blaikie | (0:6) Bericht | Versuche: Edwards John Richards Erhöhungen: Jarrett Straftritte: Jarrett (2) | Murrayfield Stadium, Edinburgh Schiedsrichter: Kevin Kelleher (Irland) |

| 8. Februar 1969 | Irland                                                                                    | 17 : 5        | England                                   | Lansdowne Road, Dublin Schiedsrichter: Robert Burrell (Schottland) |
| 8. Februar 1969 | Versuche: Bresnihan Murphy Erhöhungen: Kiernan Straftritte: Kiernan (2) Dropgoals: McGann | (9:9) Bericht | Versuche: Duckham Straftritte: Hiller (4) | Lansdowne Road, Dublin Schiedsrichter: Robert Burrell (Schottland) |

| 22. Februar 1969 | England                                                                        | 22 : 8         | Frankreich                                           | Twickenham Stadium, London Zuschauer: 65.000 Schiedsrichter: Patrick d’Arcy (Irland) |
| 22. Februar 1969 | Versuche: Fielding Rollitt Webb Erhöhungen: Hiller (2) Straftritte: Hiller (3) | (11:5) Bericht | Versuche: Bonal Erhöhungen: Lacaze Dropgoals: Lacaze | Twickenham Stadium, London Zuschauer: 65.000 Schiedsrichter: Patrick d’Arcy (Irland) |

| 22. Februar 1969 | Schottland | 0 : 16        | Irland                                                           | Murrayfield Stadium, Edinburgh Schiedsrichter: Meirion Joseph (Wales) |
| 22. Februar 1969 |            | (0:3) Bericht | Versuche: Bresnihan Duggan Gibson McGann Erhöhungen: Moroney (2) | Murrayfield Stadium, Edinburgh Schiedsrichter: Meirion Joseph (Wales) |

| 8. März 1969 | Wales                                                                                                 | 24 : 11       | Irland                                                        | Cardiff Arms Park, Cardiff Zuschauer: 29.000 Schiedsrichter: Douglas McMahon (Schottland) |
| 8. März 1969 | Versuche: Morris Taylor Watkins Williams Erhöhungen: Jarrett (3) Straftritte: Jarrett Dropgoals: John | (8:6) Bericht | Versuche: Gibson Erhöhungen: Kiernan Straftritte: Kiernan (2) | Cardiff Arms Park, Cardiff Zuschauer: 29.000 Schiedsrichter: Douglas McMahon (Schottland) |

| 15. März 1969 | England                                  | 8 : 3         | Schottland         | Twickenham Stadium, London Schiedsrichter: Charles Durand (Frankreich) |
| 15. März 1969 | Versuche: Duckham (2) Erhöhungen: Hiller | (5:3) Bericht | Straftritte: Brown | Twickenham Stadium, London Schiedsrichter: Charles Durand (Frankreich) |

| 22. März 1969 | Frankreich                                                       | 8 : 8         | Wales                                          | Stade Olympique Yves-du-Manoir, Colombes Zuschauer: 34.657 Schiedsrichter: Robert Burrell (Schottland) |
| 22. März 1969 | Versuche: Campaes Erhöhungen: Villepreux Straftritte: Villepreux | (0:8) Bericht | Versuche: Edwards Richards Erhöhungen: Jarrett | Stade Olympique Yves-du-Manoir, Colombes Zuschauer: 34.657 Schiedsrichter: Robert Burrell (Schottland) |

| 12. April 1969 | Wales                                                                                        | 30 : 9        | England                 | Cardiff Arms Park, Cardiff Zuschauer: 29.000 Schiedsrichter: Patrick d’Arcy (Irland) |
| 12. April 1969 | Versuche: John Richards (4) Erhöhungen: Jarrett (3) Straftritte: Jarrett (2) Dropgoals: John | (3:3) Bericht | Straftritte: Hiller (3) | Cardiff Arms Park, Cardiff Zuschauer: 29.000 Schiedsrichter: Patrick d’Arcy (Irland) |